# Municipio de Center (condado de Stevens)
El municipio de Center (en inglés: Center Township) es un municipio ubicado en el condado de Stevens en el estado estadounidense de Kansas. En el año 2010 tenía una población de 4396 habitantes y una densidad poblacional de 15,67 personas por km².

## Geografía
El municipio de Center se encuentra ubicado en las coordenadas 37°10′39″N 101°13′17″O / 37.17750, -101.22139. Según la Oficina del Censo de los Estados Unidos, el municipio tiene una superficie total de 280.62 km², de la cual 280.56 km² corresponden a tierra firme y (0.02%) 0.06 km² es agua.

## Demografía
Según el censo de 2010, había 4396 personas residiendo en el municipio de Center. La densidad de población era de 15,67 hab./km². De los 4396 habitantes, el municipio de Center estaba compuesto por el 87.15% blancos, el 0.25% eran afroamericanos, el 0.8% eran amerindios, el 0.23% eran asiáticos, el 0.02% eran isleños del Pacífico, el 10.03% eran de otras razas y el 1.52% pertenecían a dos o más razas. Del total de la población el 35.15% eran hispanos o latinos de cualquier raza.